# Ademar de Monteil
Ademar de Monteil (m. 1 d'agost de 1098) fou bisbe de Le Puy del 1077 al 1098 i un dels principals personatges de la Primera Croada.
Membre d'una família noble de la regió de Valença, a França, va ser nomenat bisbe de Le Puy el 1077 i va fer un pelegrinatge a Orient el 1086-1087. Aferrissat defensor i implantador de la reforma gregoriana, va donar proves de gran entusiasme per la idea de la Croada en el Concili de Clermont de 1095. El Papa Urbà II, que estava aconsellat per Ademar abans del Concili, el va nomenar legat pontifici per liderar la Primera Croada.